# ゾーン多面体
ゾーン多面体（ゾーンためんたい、英: Zonohedron）とは、三次元の凸多面体において、向かいあった辺同士が全て平行になっている偶数多角形のみで構成されている立体である。平行な辺を共有する隣り合う面を辿っていくと立体を一周する帯（ゾーン）が見て取れることが、この名前の由来である。コクセターはゾーン多面体の理論はロシアの偉大な結晶学者フェドロフによる、と述べている。
主なものでは、
正多面体（プラトンの立体）からは、
- 立方体

半正多面体（アルキメデスの立体）からは、
- 切頂八面体

- 斜方切頂立方八面体
- 斜方切頂二十・十二面体
- 正2n角柱（底面が偶数多角形のもの）

があげられる。そのほか、
- 切稜立方体

や各種菱形多面体もゾーン多面体である。渡辺泰成と別宮利昭は、正多面体や半正多面体、あるいはそれらの複合多面体をもとに、重心から頂点への基本ベクトルを用いて16次元立方体の三次元投影図形までの各種ゾーン多面体を構成した。

## 平行多面体
平行多面体 (Parallelohedra) とは、ゾーン多面体のうち単独で平行移動のみによる空間充填が可能な立体のことであり、以下の5種類しかないことをロシアの結晶学者E.S.フェドロフが1885年に証明した。

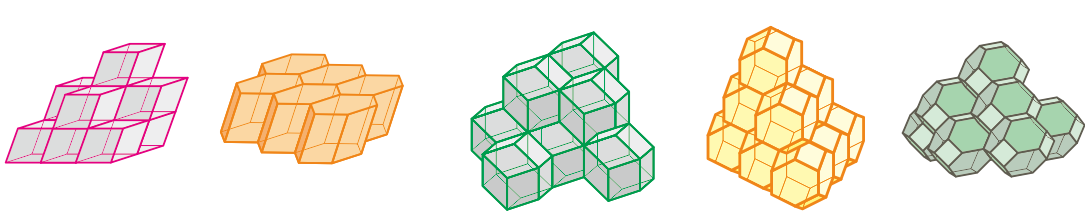
平行多面体５種による空間充填

1933年にロシアの数学者ドロネーはより簡単なアプローチでこれを証明した。コクセターはH.S.ホワイトの投影図法に基づいて、１つの交点に交わる直線は３本以下で、１本の直線上の交点の数は３以下という条件を導き、フェドロフの５種類に証明を与えた。
- 平行六面体
- 平行六角柱
- 菱形十二面体
- 長菱形十二面体
- 切頂八面体

## 黄金ゾーン多面体

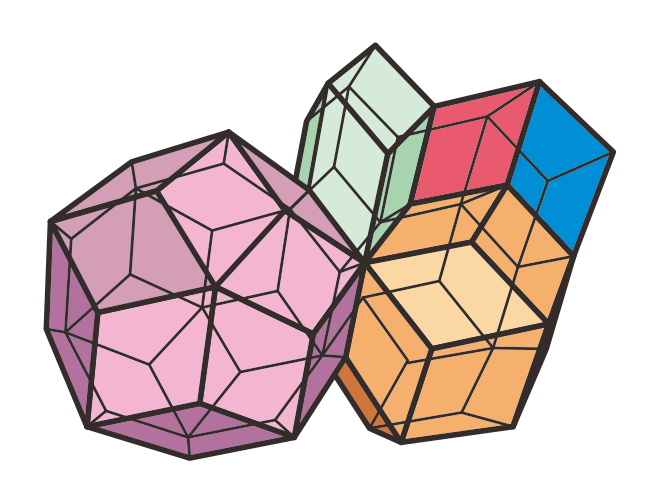
黄金菱形ゾーン多面体５種による非周期的空間充填

表面に対角線比が黄金比の菱形のみをもつ等面菱形多面体は次の5種類であり、コクセターはこれを黄金等稜ゾーン多面体と呼んだ。
- 尖った菱形六面体
- 平たい菱形六面体

- 菱形十二面体第2種
- 菱形二十面体
- 菱形三十面体

以上の5種類の菱形多面体のみで空間を非周期的に充填することができる。その二次元投影図はペンローズ・タイルと呼ばれ、3種類がある。

## 第二黄金ゾーン多面体
対角線比が第二黄金比1:2.618の菱形と白銀比1:1.414の菱形の2種類をもつ菱形多面体には、
面の数が6,12,20,30,42,56,72,90のものがあり、それぞれは三次元から十次元までの立方体の三次元投影図形の外殻となってる。

## ポーラーゾーン多面体
コクセターは、任意の偶数正角柱あるいは奇数正反角柱の重心と天面の各頂点、重心と底面の各頂点を結ぶベクトルの組を両極として、菱形面のみから構成されるゾーン多面体をポーラーゾーン多面体と呼んだ。角柱の天地面を正ｎ角形とすると、一つの極の周りをｎ枚の等しい菱形のセットが取り巻き、つぎに別のｎ枚の菱形のセットが取り巻くというようにして、合計n-1セットの菱形の側面が反対の極に至るまで埋めることになる。この族のホワイト・コクセターダイヤグラムは、n角形の各辺を両方に延長した直線による星形を示す。
このポーラーゾーン多面体の場合の極を2ｎ角形面に置き換えると、角柱の側面を２枚の2ｍ(ｍ≦ｎ)角形と複数の菱形で取り囲んだプリズムゾーン多面体とでも呼ぶべき一連のゾーン多面体の族となる。菱形面の枚数は、側面の２ｍ角形が天地面の２ｎ角形と頂点を共有する場合は２ｍｎ枚、側面の２ｍ角形が天地面の２ｎ角形と辺を共有する場合は２(ｍ－１)(ｎ－１)枚である。　ホワイト・コクセターダイヤグラムは、前者はm本の扇とn本の扇による交差を、後者はm本の扇とn本の扇が１本の直線を共有する交差を示す。

## ゾーン多面体と高次元立方体
三次元空間のゾーン多面体は、高次元の立方体を三次元空間に投影して得られる図形のうちの特定のものの外殻と一致する。このことを最初に論じたのは、コクセターの『正多胞体』である。その中で彼は、1934年に敷物商・ドンチャン(Paul S. Donchan) が発表した四次元多胞体の三次元投影模型から着想を得たことを模型の写真とともに紹介している。　またコクセターは、ゾーン多面体のゾーンの数を数えるための実用的な方法は、任意の頂点から反対側の頂点（対蹠点）へ移動するために必要な最小の辺数を数えることであることを示した(1962年)。
ホワイトとコクセターのダイヤグラムでは、ゾーンを直線であらわし、p本の直線が交わる交点は２p角形面を示す。q本の線分及び半直線で仕切られる領域はq価の頂点を表す。そのさい同一直線上にある２つの半直線は１つの線分と同価とみなす。以下の表には、６次までのすべてのゾーン多面体の類型を示し、７次以降は代表的なもののみを示した。
| ゾーン多面体             | 投影図 | 辺数 | 平行な辺の グループ数     | 対応 する 高次元 立方体 の次数 | ホワイト・コクセター ダイヤグラム | 面数                                   | 頂点数                                                            |
| ------------------------ | ------ | ---- | ------------------------- | ------------------------------ | --------------------------------- | -------------------------------------- | ----------------------------------------------------------------- |
| 平行六面体               |        | 12   | 4本組×3                   | 3                              |                                   | 四角形６枚                             | 3価８                                                             |
| 六角柱                   |        | 18   | 4本組×3 6本組×1           | 4                              |                                   | 六角形２枚 四角形６枚                  | 3価12                                                             |
| 菱形十二面体             |        | 24   | 6本組×4                   | 4                              |                                   | 四角形１２枚                           | 3価８ ４価６                                                      |
| 八角柱                   |        | 24   | 4本組×4 8本組×1           | 5                              |                                   | 八角形２枚 四角形８枚                  | 3価１６                                                           |
| 長菱形十二面体           |        | 28   | 4本組×1 6本組×4           | 5                              |                                   | 六角形４枚 四角形８枚                  | 3価１６ 4価２                                                     |
| 菱形二十面体             |        | 40   | 8本組×5                   | 5                              |                                   | 四角形２０枚                           | 3価１０ 4価１０ 5価２                                             |
| 菱形十二面四・六角柱     |        | 34   | 6本組×3 8本組×2           | 5                              |                                   | 六角形２枚 四角形１４枚                | 3価１２ 4価８                                                     |
| 十角柱                   |        | 30   | 4本組×5 10本組×1          | 6                              |                                   | 十角形２枚 四角形１０枚                | 3価２０                                                           |
| 菱形十二面八・六角柱     |        | 38   | 4本組×1 6本組×3 8本組×2   | 6                              |                                   | 八角形２枚 六角形２枚 四角形１２枚     | 3価２０ 4価４                                                     |
| 菱形十六面八・四角柱     |        | 44   | 6本組×4 10本組×2          | 6                              |                                   | 八角形２枚 四角形１８枚                | 3価１６ 4価１０                                                   |
| 菱形十八面六・六角柱     |        | 48   | 8本組×6                   | 6                              |                                   | 六角形４枚 四角形１８枚                | 3価１６ 4価１２                                                   |
| 菱形二十四面六角柱       |        | 54   | 8本組×3 10本組×3          | 6                              |                                   | 六角形２枚 四角形２４枚                | 3価１８ 4価６ 5価６                                               |
| 切頂八面体               |        | 36   | 6本組×6                   | 6                              |                                   | 六角形８枚 四角形６枚                  | 3価２４                                                           |
| 極菱形三十面体           |        | 60   | 10本組×6                  | 6                              |                                   | 四角形３０枚                           | 3価１２ 4価１８ ６価２                                            |
| ホワイト菱形三十面体Ｂ   |        | 60   | 10本組×6                  | 6                              |                                   | 四角形３０枚                           | 3価１２ 4価１６ 5価４                                             |
| ホワイト菱形三十面体C    |        | 60   | 10本組×6                  | 6                              |                                   | 四角形３０枚                           | 3価１４ 4価１２ 5価６                                             |
| 菱形三十面体             |        | 60   | 10本組×6                  | 6                              |                                   | 四角形３０枚                           | 3価２０ 5価１２                                                   |
| 長菱形三十面体           |        | 72   | 8本組×1 10本組×4 12本組×2 | 7                              |                                   | 六角形４枚 四角形３０枚                | 3価２４ 4価８ 5価８                                               |
| 切稜立方体               |        | 48   | 6本組×4 8本組×3           | 7                              |                                   | 六角形１２枚 四角形６枚                | 3価３２                                                           |
| 長切稜立方体             |        | 60   | 6本組×2 8本組×6           | 8                              |                                   | 八角形２枚 六角形１２枚 四角形８枚     | ３価４０                                                          |
| 長々菱形三十面体         |        | 84   | 8本組×2 10本組×2 12本組×4 | 8                              |                                   | 八角形２枚 六角形４枚 四角形３２枚     | 3価２８ 4価１６ 5価４                                             |
| 大菱形立方八面体         |        | 72   | 8本組×9                   | 9                              |                                   | 八角形６枚 六角形８枚 四角形１２枚     | ３価４８                                                          |
| 大菱形四十二面体         |        | 96   | 8本組×3 12本組×6          | 9                              |                                   | 八角形６枚 四角形３６枚                | 3価３２ 4価２４                                                   |
| 小菱形切頂八面体         |        | 120  | 12本組×10                 | 10                             |                                   | 六角形２０枚 四角形３０枚              | 3価４８ 4価２４                                                   |
| 菱形九十面体             |        | 180  | 18本組×10                 | 10                             |                                   | 四角形９０枚                           | 3価６０ ５価１２ ６価２０                                         |
| 菱形五十面十二・十二角柱 |        | 124  | 4本組×1 12本組×10         | 11                             |                                   | 十二角形４枚 四角形５０枚              | 3価４０ 4価３２                                                   |
| 菱形百二面体             |        | 216  | 18本組×12                 | 12                             |                                   | 八角形６枚 四角形９６枚                | 3価７２ 4価２４ ６価２０                                          |
| 菱形百三十二面体         |        | 264  | 22本組×12                 | 12                             |                                   | 四角形１３２枚                         | ３価５６ ４価４８ ５価２４ ８価６ 3価４８ 4価５４ ５価２４ ６価８ |
| 大菱形切頂八面体         |        | 144  | ８本組×3 12本組ｘ10       | 13                             |                                   | 八角形１８枚 六角形８枚 四角形２４枚   | ３価９６                                                          |
| 極菱形百八十二面体       |        | 364  | 26本組×13                 | 14                             |                                   | 四角形１８２枚                         | 3価２８ 4価１５４ １４価２                                        |
| 大菱形二十・十二面体     |        | 180  | 12本組×15                 | 15                             |                                   | 十角形１２枚 六角形２０枚 四角形３０枚 | ３価１２０                                                        |
| 大菱形九十面体           |        | 240  | 10本組×6 18本組×10        | 16                             |                                   | 八角形３０枚 四角形６０枚              | 3価１４０ ５価１２                                                |